# Niklas Hartweg
Niklas Hartweg, född den 1 mars 2000 i Karlsruhe, Tyskland, är en schweizisk skidskytt som tävlar i världscupen och representerade Schweiz vid de olympiska vinterspelen 2022 i Peking.
Hartweg debuterade i världscupen den 28 november 2020 på den säsongsinledande distanstävlingen i Kontiolax där han slutade på en 53:e plats. Två år senare, den 29 november 2022 under distanstävlingen i Kontiolax tog han sin första pallplats i världscupen när han slutade på en andra plats. 2019 tog Hartweg guld vid juniorvärldsmästerskapet i skidskytte, även då i distanstävlingen.

## Resultat

### Pallplatser i världscupen
Hartweg har en pallplats i världscupen: en andraplats.
| Säsong  | Datum            | Plats     | Disciplin       | Placering |
| ------- | ---------------- | --------- | --------------- | --------- |
| 2022/23 | 29 november 2022 | Kontiolax | Distans (20 km) | 2:a       |

### Olympiska spel
| Tävling     | Distans | Sprint | Jaktstart | Masstart | Stafett | Mixstafett |
| ----------- | ------- | ------ | --------- | -------- | ------- | ---------- |
| Peking 2022 | 56:e    | 37:e   | 38:e      | —        | 12:e    | —          |

### Världsmästerskap
| Tävling       | Distans | Sprint | Jaktstart | Masstart | Stafett | Mixstafett | Singelmixstafett |
| ------------- | ------- | ------ | --------- | -------- | ------- | ---------- | ---------------- |
| Pokljuka 2021 | —       | 50:e   | 48:e      | —        | 11:e    | —          | —                |